# Elmer Peter Kohler
Elmer Peter Kohler  (* 6. November 1865 in Egypt, Pennsylvania; † 24. Mai 1938) war ein US-amerikanischer Chemiker (Organische Chemie). Er war Professor an der Harvard University.
Kohler stammte aus einer Familie von Farmern der Pennsylvania Dutch (er wuchs zweisprachig auf). Er besuchte das Muhlenberg College in Allentown mit dem Abschluss 1886 und wurde 1892 bei Ira Remsen an der Johns Hopkins University in Chemie promoviert. Danach unterrichtete er 20 Jahre lang am Bryn Mawr College für Frauen, wo er 1900 Professor wurde. 1912 wurde er Professor in Harvard (sein Fakultätsvorstand bot ihm erst eine Stelle als Assistant Professor, was er aber ausschlug und erst auf Eingreifen des Harvard Präsidenten kam er als ordentlicher Professor an die Universität).
Kohler war Mitglied der National Academy of Sciences und der American Academy of Arts and Sciences. 1926 wurde er Mitglied der Leopoldina.
Zu seinen Studenten zählte James B. Conant. Nach Conant war er ein Meister der experimentellen organischen Chemie (speziell fraktionierter Kristallisation) und hervorragender Lehrer, obwohl er keine Bücher veröffentlichte und aufgrund einer psychologischen Hemmung keine öffentlichen Vorträge hielt (Vorlesungen vor seinen Studenten und in kleinem Kreis ausgenommen) und keine wissenschaftlichen Kongresse besuchte. Er interessierte sich besonders für ungesättigte Verbindungen und solche mit Carbonylgruppen und häufig mit aromatischen Gruppen (die die von Kohler gewünschten Eigenschaften: Kristallisationsvermögen, Lösbarkeit in organischen Lösungsmitteln, Schmelzpunkte zwischen 50 und 200 Grad Celsius).  Mit Vorliebe experimentierte er von eigener Hand in seinem Labor.